# مجلس غوش عصيون الاقليمي
مجلس غوش عصيون الاقليمي (بالعبرية: מועצה אזורית גוש עציון) هو مجلس إقليمي للمستوطنات الإسرائيلية تأسس عام 1979. يقع جنوب غرب القدس في الجزء الشمالي من المنطقة الجنوبية للضفة الغربية. يُعد أول مجلس إقليمي تُنشأ فيه مستوطنات في الضفة الغربية بعد حرب النكسة عام 1967.
يشرف المجلس على إدارة المستوطنات في منطقة غوش عصيون، بالإضافة إلى مستوطنات أخرى مجاورة. يضم 22 مستوطنة، باستثناء مستوطنة إفرات، التي تُعد مجلسًا محليًا منفصلًا. يبلغ متوسط المسافة بين المستوطنات 11 كيلومترًا. حصل المجلس على وضعه البلدي عام 1980، ويقع مقره بجوار مستوطنة ألون شفوت.يشغل يارون روزنتال المعروف بقربه من بتسلئيل سموتريش حاليًا(عام 2025) منصب رئيس المجلس، بعد انتخابه في عام 2024.

## الخلفية التاريخية والاجتماعية
أُنشئت أول مستوطنة في منطقة غوش عصيون عام 1927 تحت اسم "مچدال عيدر" بمبادرة من عائلات يهودية من أصول يمنية وأشكنازية، بالإضافة إلى طلاب معهد ديني من حي مئة شعاريم. كان الهدف من المستوطنة إنشاء مجتمع حريدي زراعي، إلا أنها هُجرت ودُمّرت خلال أحداث 1929 (ثورة البراق).
في عام 1935، أسس رجل الأعمال الحريدي شموئيل تسڤي هولتسمان مستوطنة كفار عصيون من خلال شركته " إل ههار" أي "إلى الجبل". سُميت المستوطنة تيمنًا باسمه، حيث تعني كلمة "هولتس" بالألمانية "شجرة"، وهو أصل التسمية العبرية "עציון". كان يخطط لإنشاء مستوطنتين إضافيتين، لكن مع اندلاع أحداث 1936-1939 (ثورة فلسطين الكبرى)، تم هجر المستوطنة.
في عام 1943، حاول شبان متدينون من مجموعة "كيبوتس أفرهام" إعادة الاستيطان في كفار عصيون . تبع ذلك إنشاء كيبوتس مشوعوت يتسحاق عام 1945، ثم كيبوتس عين تسوريم عام 1946، وكيبوتس روفيديم عام 1947، الذي كان تابعًا لحركة الكيبوتس القطري (بالعبرية: הקיבוץ הארצי) التابعة لحركة هشومير هتسعير.
خلال حرب 1948، كان غوش عصيون محاصرًا، وشهد محاولات عديدة لكسر الحصار، من بينها كتيبة "الـ35"، التي قُتلت في طريقها إلى المستوطنة. في 13 مايو 1948، قبل يوم واحد من إعلان قيام إسرائيل، سقطت المستوطنات في يد الجيش الأردني بعد معركة دامية. قُتل عدد كبير من المستوطنين بعد استسلامهم، بينما أُسر آخرون.
ظلت المنطقة تحت السيطرة الأردنية لمدة 20 عامًا، إلى أن احتلتها إسرائيل بعد حرب 1967. عقب ذلك، عاد بعض أبناء المستوطنين الناجين وأعادوا تأسيس كيبوتس كفار عصيون.
في البداية، كانت الخدمات البلدية لمستوطني غوش عصيون تُدار عبر المجلس الإقليمي ماتيه يهودا، ثم نُظمت عام 1973 ضمن مجلس مستوطنات يهودا وبنيامين الاقليمي. وفي مايو 1979، تأسس مجلس غوش عصيون الاقليمي رسميًا، ليصبح جهة مستقلة تتعامل مباشرة مع وزارة الداخلية الإسرائيلية.
يُشكل سكان مجلس غوش عصيون الاقليمي غالبًا جزءًا من التيار الديني الصهيوني. ويعمل العديد منهم في مدينة القدس، مستفيدين من البنية التحتية للطرق، خاصة طريق الأنفاق، بينما يعمل آخرون في قطاعات الخدمات والسياحة.
كان مجلس غوش عصيون الاقليمي من أوائل المجالس الاقليمية التي انضمت الى المجلس الاقليمي للمستوطنات "يشع".
وفقًا لبيانات المكتب المركزي للإحصاء الإسرائيلي، بلغ عدد سكان المجلس الإقليمي غوش عصيون، حتى نهاية فبراير 2025 (تقديريًا)، نحو 28,809 نسمة، منهم 28,689 مستوطنًا إسرائيليًا، مما يجعله في المرتبة 81 بين السلطات المحلية في إسرائيل من حيث عدد السكان.

## المستوطنات الواقعة تحت نطاق المجلس
يوفر مجلس غوش عصيون الاقليمي خدمات بلدية متنوعة للمستوطنات الإسرائيلية التالية الواقعة ضمن نطاقه:

### منطقة غوش عصيون:
- ألون شفوت (انظر أيضًا: تاريخ مستوطنة مشوعوت يتسحاق)
- بات عاين
- كرمي تسور
- غفعوت
- إليعازر
- هار جيلو
- كفار عصيون (كيبوتس)
- مجدال عوز (كيبوتس)
- نيفيه دانييل
- روش صوريم

### منطقةتلال الخليل:
- إيباي هنحل
- كيدار
- كفر إلداد
- معاليه عاموس
- معاليه رحبعام
- ميتساد
- نوكديم
- بني كيدم
- تكواع

جميع المستوطنات الواقعة في منطقة غوش عصيون تقع داخل الجانب الإسرائيلي من جدار الفصل العنصري في الضفة الغربية، باستثناء كرمي تسور. أما مستوطنات منطقة تلال الخليل، فلا تقع أي منها داخل الجدار، باستثناء كيدار، التي تقع شمال المستوطنات الأخرى، بالقرب من معاليه أدوميم، وهي ضمن القسم الشرقي من جدار الفصل العنصري في منطقة القدس.